# Crespi d'Adda
Crespi d'Adda é uma vila de operários na Itália. Faz parte do município de Capriate San Gervasio, na Província de Bérgamo (Lombardia) na margem esquerda do rio Adda. Em 1995 foi incluída na lista de Patrimônio Mundial da UNESCO.
É, com certeza, o exemplo mais interessante do fenômeno dos bairros operários na Itália. Encontra-se perfeitamente conservado, especialmente seu esquema urbano e sua aparência arquitetônica e constitui um dos bairros operários mais completos e originais do mundo.

## História
A fábrica e o bairro foram construídos no último quarto do século XIX pela Família Crespi (industriais têxteis), que escolheram as margens do rio Adda, na Lombardia, como lugar de construção de sua fábrica têxtil, durante o primeiro período de industrialização na Itália. A fundação começou em 1878 tendo como responsável Cristoforo Benigno Crespi, durante a época em que os industriais letrados, proprietários e filantropos, inspirados pela doutrina social, desejavam satisfazer as necessidades de seus empregados e suas famílias, cuidando de suas vidas dentro e fora da fábrica. A ideia era proporcionar a todos os trabalhadores uma casa pequena com um jardim de hortaliças e proporcionar todos os serviços necessários para suas vidas: igreja, escola, cemitério, hospital, campo de esportes, centro comunitário, teatro, banheiros públicos, quartéis de bombeiros e outras estruturas comunitárias.
O cemitério de Crespi d'Adda está dominado pela tumba da Família Crespi, constituída por uma pirâmide ao fundo e uma larga avenida arborizada. As tumbas mais ricas encontram-se dispostas ao redor deste imponente mausoléu, enquanto que as mais simples, assinaladas por cruzes de pedra, estão mais distantes, como uma recordação distante da estratificação social da comunidade que lá descansa. O cemitério está rodeado por um muro circular que protege todas as tumbas e que simboliza o abraço da Família Crespi a todos os trabalhadores.
Este experimento de paternalismo empresarial decaiu no final dos anos 1920 com a bancarrota dos proprietários e como resultado da transformação da paisagem industrial que aconteceu no Século XX, como por exemplo a mão de obra e outros materiais estrangeiros e mais baratos, melhoria nos transportes, geração de energia em grande escala, aspirações sociais maiores da comunidade local e a produtividade aumentada de países anteriormente subdesenvolvidos.
Atualmente o povoado é habitado por uma comunidade, em sua maioria, formada por descendentes dos trabalhadores originais. A fábrica fechou em 2004, sendo, na grande parte do tempo em que ficou aberta, produtora de telas de algodão.

## Crespi e a UNESCO
No início dos anos 1990, o município de Capriate S.G. propôs uma normativa urbanística que pretendia erguer novas edificações na zona do bairro dos trabalhadores. O centro social Irmãos Marx, uma associação cultural local consciente do excepcional valor da vila, quis opor-se a esta vontade política, decidindo propor sua inclusão na lista de Patrimônio Mundial da UNESCO.
A operação de lobby do centro social teve êxito e a administração decidiu não continuar com o plano de edificação na zona histórica do bairro e decidiu apoiar a petição à UNESCO.
Em 1994 os locais da Itália candidatos a ingresso como Patrimônio Mundial da UNESCO foram os centros históricos de Siena, Nápoles, Ferrara e o bairro histórico de Crespi d'Adda, sendo as quatro candidaturas aprovadas. Em 5 de dezembro de 1995 a Vila Operária de Crespi passou a fazer parte da lista.